# Louisville (Mississippi)
Louisville é uma cidade localizada no estado americano de Mississippi, no Condado de Winston.

## Demografia
Segundo o censo americano de 2000, a sua população era de 7006 habitantes.
Em 2006, foi estimada uma população de 6708, um decréscimo de 298 (-4.3%).

## Geografia
De acordo com o United States Census Bureau tem uma área de
39,7 km², dos quais 39,1 km² cobertos por terra e 0,6 km² cobertos por água.

## Localidades na vizinhança
O diagrama seguinte representa as localidades num raio de 28 km ao redor de Louisville.